# Thure Öberg (keramiker)
Thure Fritiof Öberg, född 21 mars 1872 i Stockholm, död 12 september 1935 i Helsingfors, var en svensk keramiker verksam i Finland.
Öberg genomgick Tekniska skolans högre konstindustriella avdelning i Stockholm och var efter studierna under en period på 1890-talet verksam vid Rörstrand innan han förflyttades till dotterbolaget Arabia i Finland där han var verksam som konstnärlig ledare 1896–1932. Genom sin far Axel Öberg, som var skulptör och verksam som modellmästate vid Rörstrand, hade han redan vid sin ankomst till Finland en mångsidig erfarenhet av keramik. Hans tidigaste arbeten för Arabia uppvisar tydliga jugenddrag. Senare övergick han, inspirerad av dansken Arnold Krogh, till att göra mera förfinat underglasyrmålat porslin och föremål utförda i den gamla italienska majolikatekniken. En representativ kollektion av hans verk uppbevaras i Arabiamuseet. En stor del av Arabias framgångar vid Världsutställningen i Paris 1900 kan tillskrivas Öberg.
Öberg finns representerad vid bland annat vid bland annat Victoria and Albert Museum.